# Acrochaene punctata
Acrochaene punctata ist eine Pflanzen-Art aus der Familie der Orchideen (Orchidaceae) und aus der Gattung Acrochaene. Sie wächst als Epiphyt und kommt in Nordost-Indien, Myanmar und Thailand vor. Nach R. Govaerts ist sie ein Synonym von Bulbophyllum kingii Hook.f.

## Beschreibung
Acrochaene punctata bildet an einem kriechenden, lose von Niederblättern umhüllten Rhizom ovale, zwei bis drei Zentimeter große Pseudobulben. An der Spitze der Pseudobulben sitzt je ein ledriges Laubblatt. Die Blätter sind länglich geformt, die Blattspreite misst zwölf bis 15 Zentimeter Länge bei drei bis fünf Zentimeter Breite, hinzu kommt ein acht bis zehn Zentimeter langer Blattstiel.
Der traubige Blütenstand erscheint seitlich aus der Basis der Pseudobulben, er überragt die Blätter nicht. An der Basis ist er von einer breiten Blattscheide umgeben, die Tragblätter fallen bald ab. Der Blütenstand ist dicht mit Blüten besetzt, diese sind etwa 2,5 Zentimeter groß, olivgrün und rot gepunktet. Das mittlere Sepal ist oval, die seitlichen sind dreieckig geformt und setzen nicht am Fruchtknoten, sondern an der Verlängerung der Säule (Säulenfuß) an. Die seitlichen Petalen sind kleiner als die äußeren Blütenblätter, sie sind am Rand bewimpert. Die Lippe ist gelenkig mit dem Säulenfuß verbunden, sie ist dreilappig, die Seitenlappen stehen aufrecht. Die Säule ist kurz und endet stumpf. Das Staubblatt ist einkammrig mit zwei Pollinien, diese sind rundlich geformt und mit je einem Stiel versehen .

## Verbreitung
Acrochaene punctata kommt in Nordost-Indien (Sikkim, Darjeeling), Bhutan, Myanmar und Thailand vor. Es wächst in Höhenlagen um 1300 Meter unter relativ kühlen Bedingungen.

## Taxonomie
Acrochaene punctata wurde 1853 von John Lindley in Folia Orchidacea. An Enumeration of the known species of Orchids ... Band 2, Seite 1 erstveröffentlicht. Ein Synonym ist Monomeria punctata (Lindl.) Schltr. Nach POWO ist die Art ein Synonym von Bulbophyllum kingii Hook.f..